# Aleksandr Averbuch
Aleksandr Valer'evič Averbuch (in russo Александр Валерьевич Авербух?; Irkutsk, 1º ottobre 1974) è un ex astista russo naturalizzato israeliano.

## Palmarès
| Anno | Manifestazione | Sede    | Evento           | Risultato | Misura | Note                                     |
| ---- | -------------- | ------- | ---------------- | --------- | ------ | ---------------------------------------- |
| 2000 | Olimpiadi      | Sydney  | Salto con l'asta | 10º       | 5,50   |                                          |
| 2004 | Olimpiadi      | Atene   | Salto con l'asta | 8º        | 5,65   |                                          |
| 2007 | Mondiali       | Osaka   | Salto con l'asta | 7º        | 5,81 m | Miglior prestazione personale stagionale |
| 2008 | Olimpiadi      | Pechino | Salto con l'asta | 28º       | 5,45   |                                          |